# Библиотека „Милован Глишић” Љубовија
Библиотека „Милован Глишић” се налази у Љубовији, постоји од 1939. године, а под данашњим именом од 31. јануара 1996. године. 

## Историјат и библиотека данас
По оснивању библиотека је радила у оквиру тадашњег Народног универзитета, када је годину дана по оснивању набављено 400 нових књига и уписано 100 сталних читалаца. После рата Библиотека ради самостално све до 1965. године када је поново припојена Народном  универзитету.
По одлуци СО Љубовија као оснивача, 1996. године, библиотека наставља самостално са радом као једина институција културе у општини, која поред основне делатности бави се и кинематографскком делатношћу, културно-образовном, сценском, издавачком...
Просторије за рад библиотеке, јавне и културне манифестације смештене су у једној згради, чија је корисна површина 1300m², од чега 140 припада Библиотеци са читаоницом. Последњих година уложена су знатна средства за набавку савремене опреме: компјутера за аутоматску обраду књижног фонда.
У оквиру библиотеке постоји Аматерско позориште „Александар Јоковић”. Од 2024. године Библиотека, у сарадњи са Школом глуме Снежане и Ненада Ненадовића, организује позоришни фестивал „Деца за децу - Неша Ненадовић”.

## Фонд библиотеке
Библиотека поседује фонд од око 33.000 књига и малу музејску збирку са експонатима који су као стална поставка изложени у холу биоскопске сале. Књиге су груписане по фондовима. Основни фонд обухвата фонд југословенске и светске књижевности и фонд стручне књиге. У фонду стручне књиге заступљене су публикације из скоро свих стручних и научних области (филозофије, религије, друштвених наука, природних и примењених наука, медицине, географије, историје). Сви фондови смештени су по УДК-систему.
Библиотека у свом књижном фонду има и легат од 302 књиге као поклон Милана Тадића из Београда.